# Hadiya Hohmann
Hadiya Hohmann (* 28. Juni 1968 in Deutschland) ist eine deutsche Fernsehmoderatorin.

## Leben
Hohmann hat afrikanische Vorfahren und verbrachte einen Teil ihrer Kindheit in Tansania. Nach ihrem Abitur studierte sie in Italien Sprachen und im Anschluss daran in Deutschland Rechtswissenschaften. Sie arbeitete nach ihrem juristischen Staatsexamen zunächst im Staatsdienst.
Sie gehört seit 2001 dem festen Moderatorenteam des Fernsehshoppingsenders QVC an und moderiert seitdem verschiedene Live-Shows zu unterschiedlichen Produktbereichen.
Hohmann wurde in der Comedyreihe Switch Reloaded, die vom Sender Pro7 ausgestrahlt wurde, in mehreren Folgen von der Schauspielerin Mona Sharma parodiert.